# フランス国立衛生医学研究所

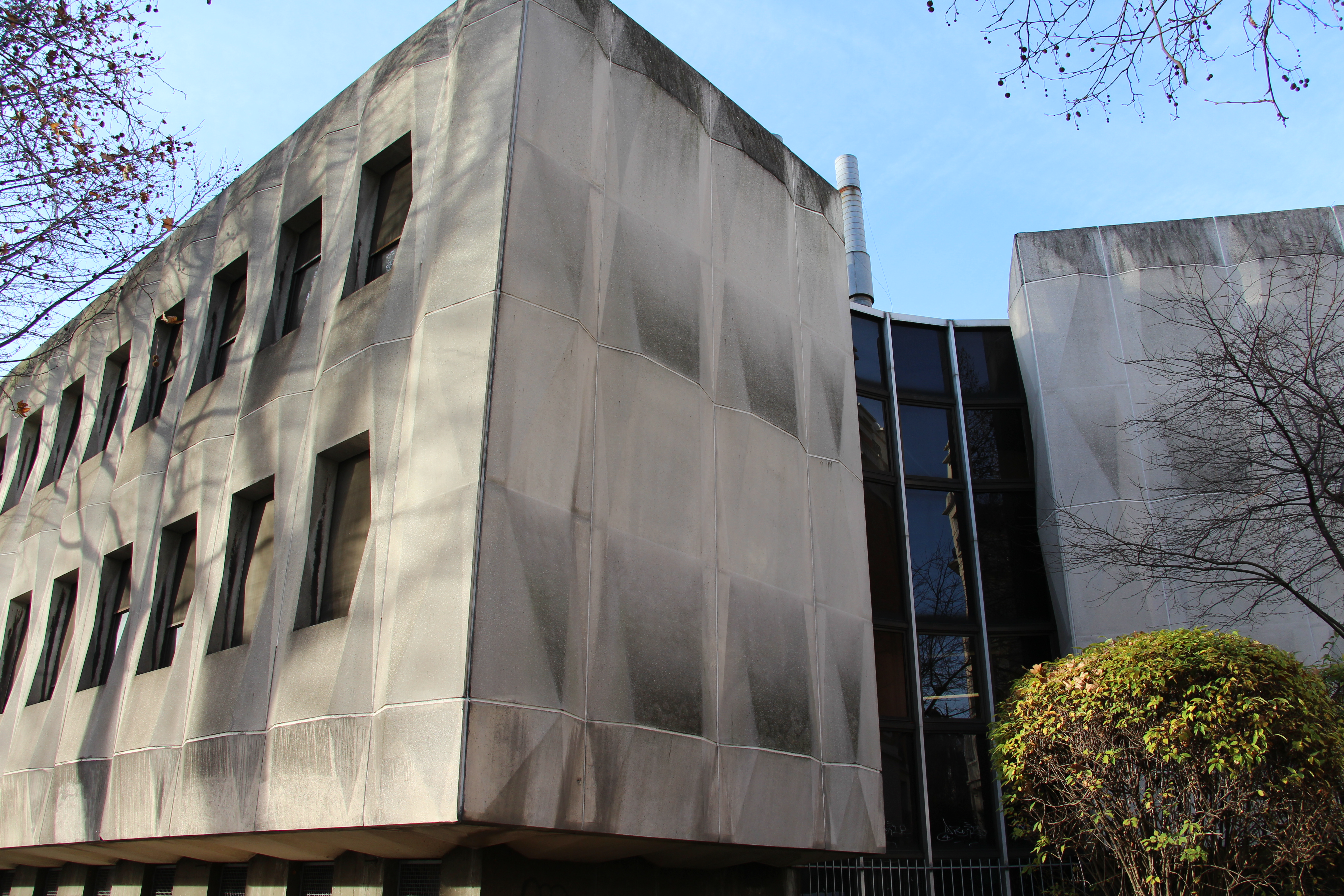
INSERM

国立衛生医学研究所（こくりつえいせいいがくけんきゅうじょ、仏: Institut national de la santé et de la recherche médicale、INSERM）は、基礎医学研究に特化したフランスの国立研究所。所長はジル・ブロック（Gilles Bloch）。
研究者からノーベル賞受賞者を2名輩出している（ジャン・ドーセ、フランソワーズ・バレ＝シヌシ）。